# Krzyż Bałtycki
Krzyż Bałtycki (niem. Baltenkreuz) – odznaczenie wojskowe „Narodowego Komitetu Bałtyjskiego” (politycznej reprezentacji Niemców Bałtyjskich zamieszkałych na terenie dzisiejszej Łotwy). 
Zostało ustanowione w 1919 i było nadawane do 1921, później również uznane od 16 maja 1933 za oficjalne niemieckie odznaczenie państwowe przez władze III Rzeszy.
Krzyż przyznawany był wszystkim niemieckim uczestnikom walk przeciwko armiom bolszewików w latach 1918–1919, którzy służyli przez co najmniej trzy miesiące w wojskach na terenie Kurlandii i Inflant. Łącznie odznaczono 21 839 osób.